# Tony Lovato
Anthony Cappiello John "Tony" Lovato, född 20 juni 1980, sångare och gitarrist i det amerikanska bandet Mest. Han har en äldre bror, som heter Steve, som förut spelade gitarr i bandet. Han slutade dock 1998. Några hus ifrån Tony och Steve bodde deras kusin Matt Lovato som tillsammans med Tony startade bandet 1996. 
Tony blev 2007 arresterad för mord på sin före detta tjejs nya kille. Han ringde själv polisen och berättade att vad som hade hänt. Han hölls mot en borgen på en miljon dollar. Tony släpptes från häktet efter bara några dagar för han agerade i självförsvar.
Mest slutade som ett band år 2006. Man har inte fått någon konkret anledning till detta, men Tony säger bara att det var svårare för honom än för någon av hans fans och att någon dag kommer han ge alla ett riktigt svar på varför bandet slutade. Bandet återförenades 2008, först med nya medlemmar, men 201 returnerade tre av de ursprungliga medlemmarna, däriblant Tony Lovato. 
Tony startade ett nytt band 2006 som het "A Permanent Holiday". Bandet ändrade namn till "Kisses for Kings" 2008.
Tony är kusin till sångerskan Demi Lovato.